# زمین‌لرزه ۲۰۱۱ دره فرغانه
زمین‌لرزه دره فرغانه  در تاریخ ۱۹ ژوئیه ۲۰۱۱ میلادی، برابر با ‎۲۸ تیر ۱۳۹۰، ساعت ۱۹:۳۵:۴۳٫۰ به زمان یوتی‌سی در قرقیزستان ، منطقه دره فرغانه رخ داد.ژرفای این زلزله ۱۷٫۸ کیلومتر بود. بزرگی آن ۶٫۱ در مقیاس بدست آمده‌است.
شمار کشتگان نزدیک به ۱۴ نفر گزارش شده‌است.
پروژهٔ جهانی تنسور گشتاور مرکزوار پارامتر زمان مرکزوار زمین‌لرزه را با اختلاف ۷٫۵ ثانیه نسبت به زمان رخداد اشاره شده در بالا و مختصات مرکزوار را در ۴۰°۱۹′شمالی ۷۱°۲۳′شرقی / ۴۰٫۳۲°شمالی ۷۱٫۳۸°شرقی محاسبه کرد و همچنین، ژرفا در ۲۸٫۵ کیلومتر بدست آمده‌است. در این محاسبات زاویه‌های (راستا، شیب، ریک) گسل سازندهٔ زمین‌لرزه و صفحه عمود بر آن برابر با (°۶۵، °۲۶، ° ۶۷) یا (°۲۷۰، °۶۶، ° ۱۰۰) حاصل شده‌است.